# Сан-Кандідо
Сан-Кандідо (італ. San Candido, нім. Innichen) — муніципалітет на півночі Італії, у регіоні Трентіно-Альто-Адідже,  провінція Больцано.
Населення — 3352 особи (2018рік).
Сан-Кандідо розташований на відстані близько 540 км на північ від Рима, 120 км на північний схід від Тренто, 80 км на схід від Больцано.
Міський ринок з 1303 року, Сан-Кандідо є сьогодні відомим зимовим і літнім туристичним курортом в Доломітових Альпах, що входить до природного парку Tre Cime.

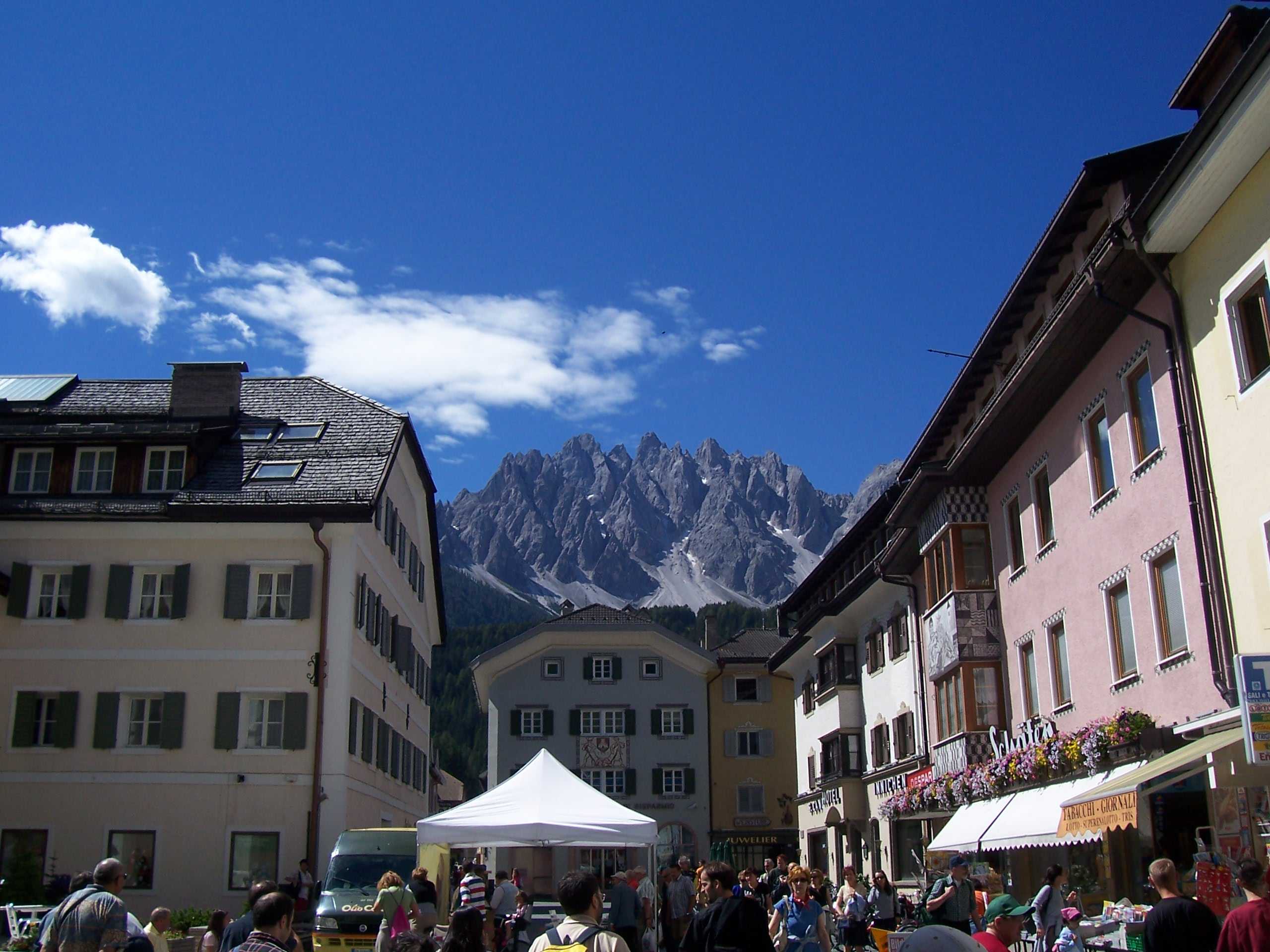
Piazza San Michele (St. Michaelsplatz)

Муніципалітет включає в себе три селища:
- Monte San Candido (Innichberg)
- Prato alla Drava (Winnebach)
- Versciaco (Vierschach)

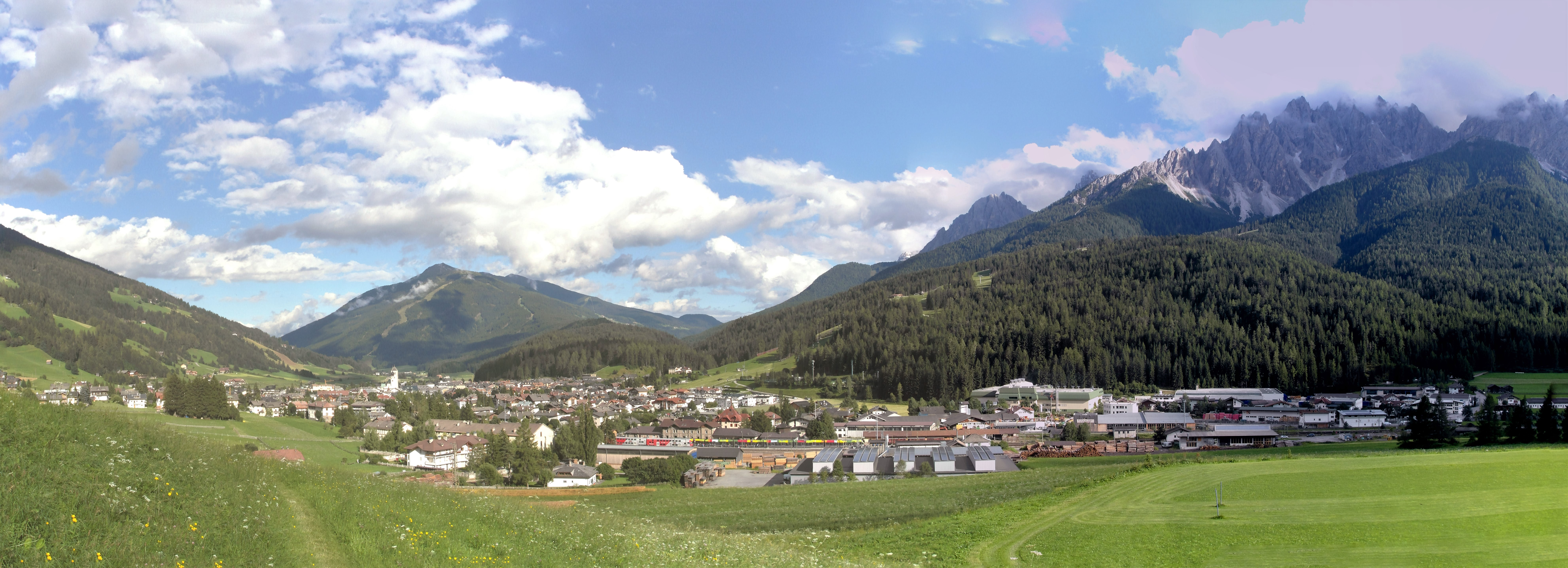
Панорама San Candido, серпень 2016

Сан-Кандідо розташоване у альпах поблизу сідла Доббіако, поза межами альпійського вододілу, коли він перетинає річку Драва, приток Дунаю. Тому Сан-Кандідо та сусіднє Сесто є одними з небагатьох італійських муніципалітетів, які не входять до італійського географічного регіону, оскільки належать до гідрографічного басейну Дунаю.

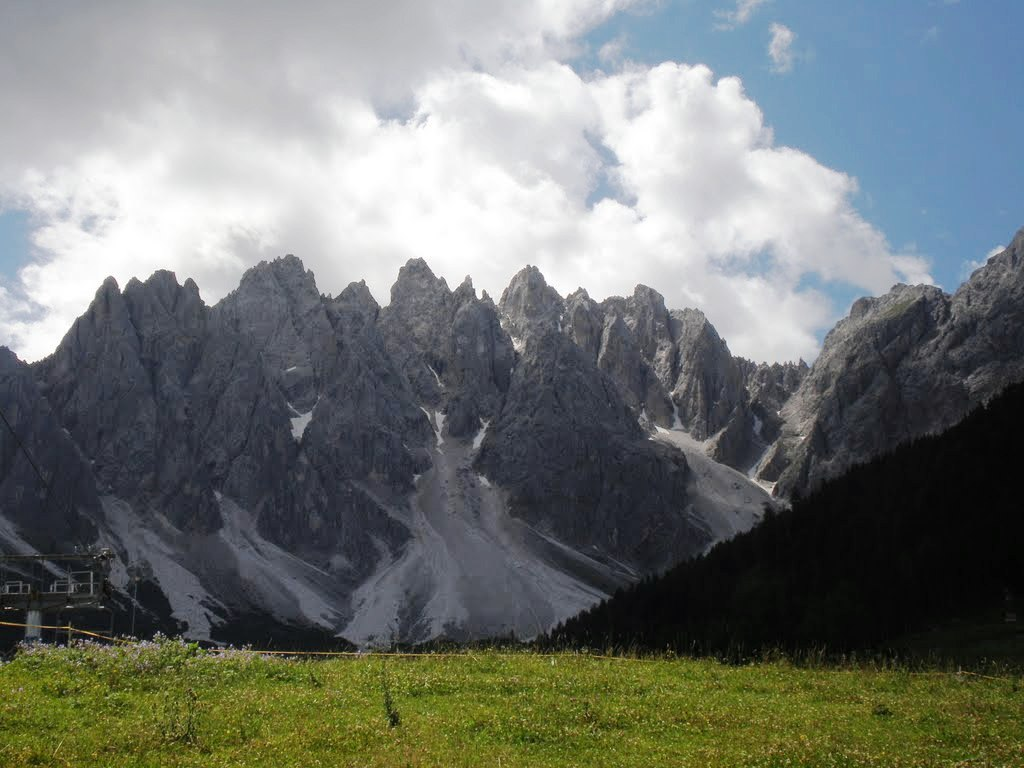
гора Rocca dei Baranci (Haunold) 2966м

Покровитель (святий) — San Candido.

## Історія
Перші згадки Сан-Кандідо можна простежити  1000 р. до н.е., де іллірійці проходили з південного сходу. Пізніше, а саме в четвертому столітті до н є сліди кельтських поселень, які заснували невелике село.
Римляни починаючи з 15 ст. до н.е. заснували римські провінції Резія і Норіко, до складу яких також входив Сан-Кандідо. Римляни, пристосовуючи античні маршрути, будували деякі дороги в регіоніː від Сан-Кандідо (Littamum для римлян), проходив via in compndium, умовно названий істориками, через Aguntum-Vipitenum, який через Вал Пустерія з'єднував Юлію Августу з гілкою вулиці Клавдія Аугуста, яка з «Понс-Друсі» (Болцано) по долині Ісарко пройшла через перевал Бреннер до «Віпітено» та «Велдідена» (Інсбрук). У Літтамумі вздовж римської дороги було збудовано важливе мансіо (місце відпочинку).
Сан-Кандідо (Інніхен німецькою) є домівкою однойменного абатства Innichen Abbey яке було засноване наприкінці 8 сторіччя та належало до церковного князівства Prince-Bishopric of Freising .

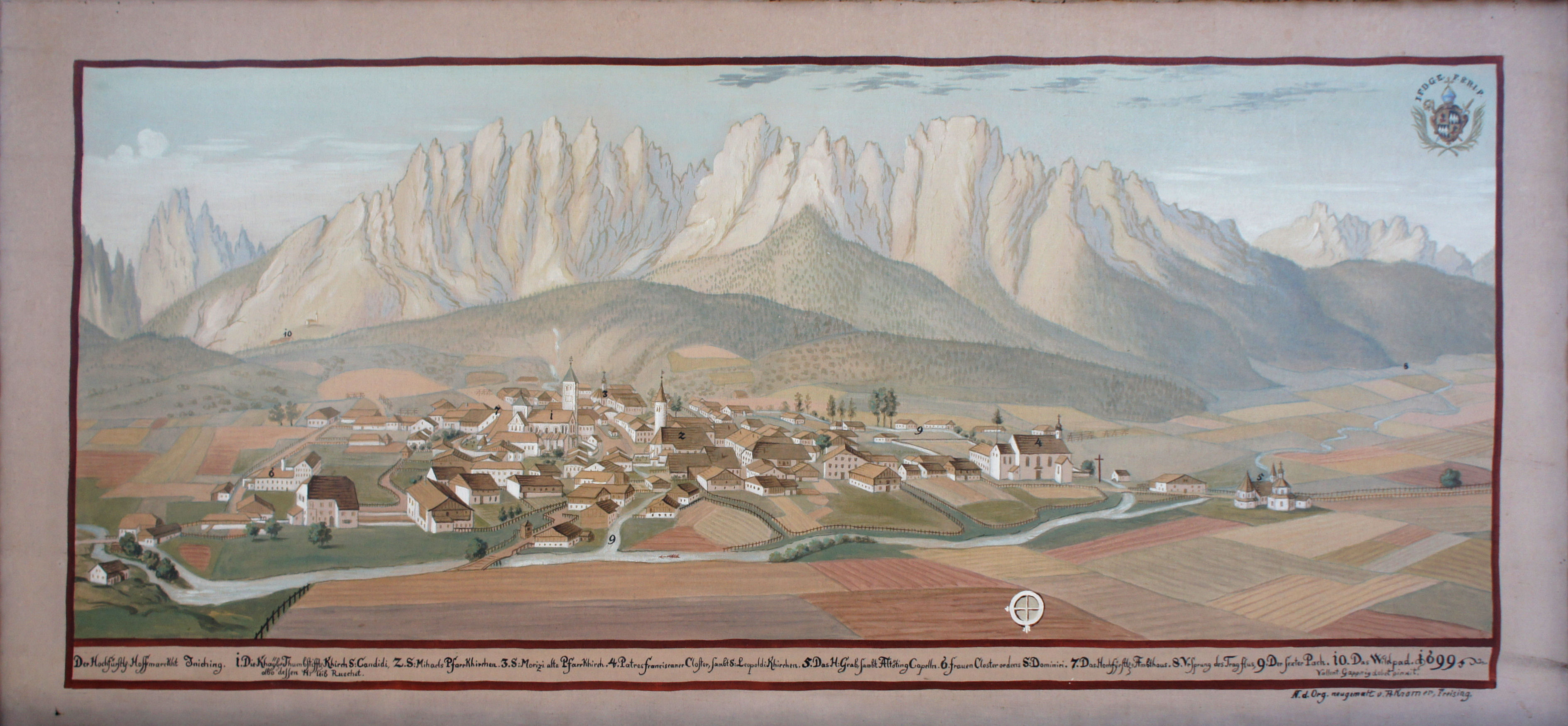
Зображення Сан-Кандідо (Інніхен), за часів єпископа Фрайзінга

У пізньому середньовіччі територія Сан-Кандідо, за своїм максимальним територіальним розширенням, простягалася від Монгуельфо на заході до Абфальтерсбаха на сході, натомість на півдні сягала аж до Кадоре. Протягом 13 століття деякі сім'ї фермерів з Сан-Кандідо колонізували певні землі поблизу сучасного Толміна в Словенії. 

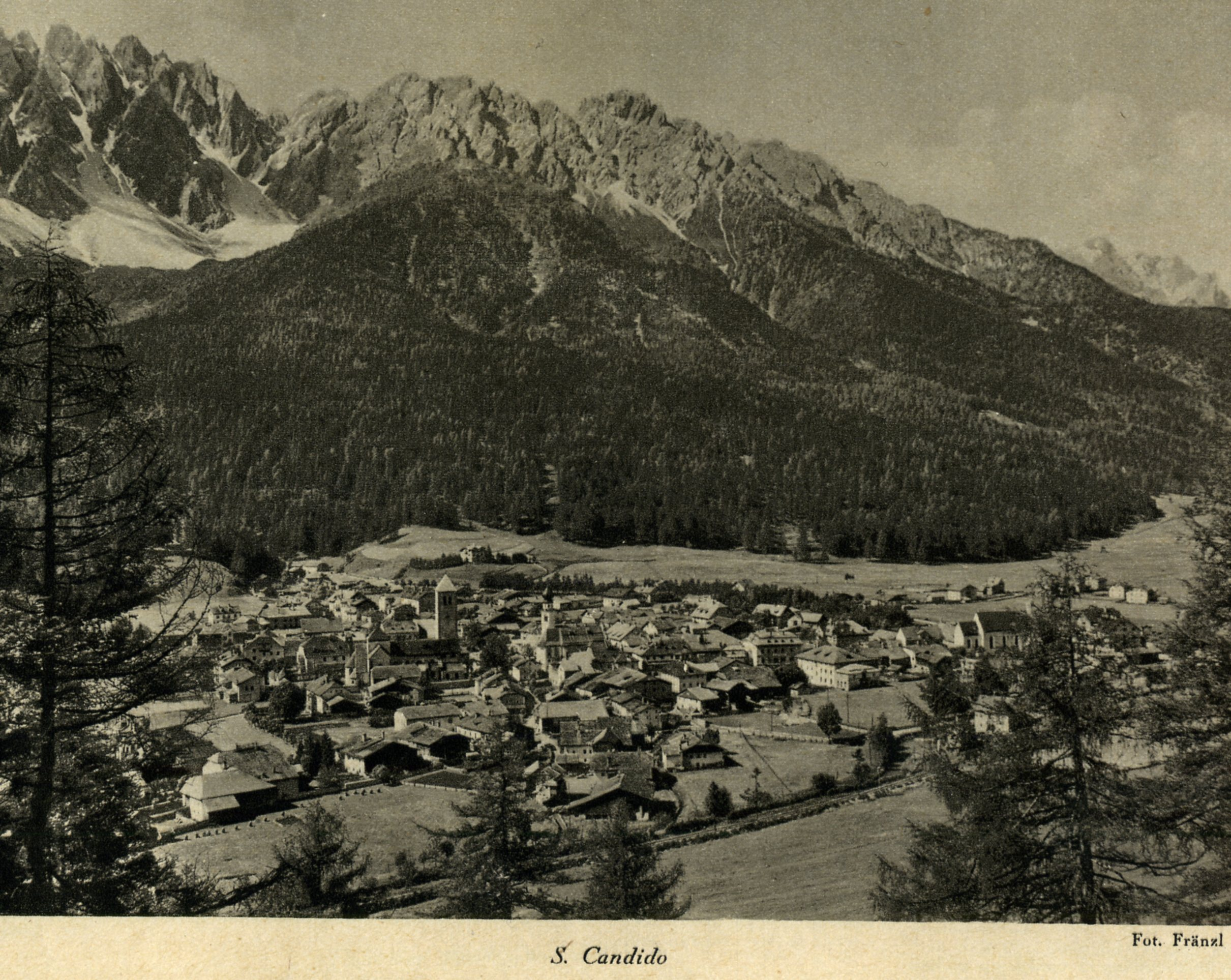
San Candido 1935

З початком Першої світової війни Сан-Кандідо опинився в тилу, тим самим став лікарняним центром. Під час розділу Тироля між Австрією та Італією в 1918 році Сан-Кандідо теоретично повинен був залишитися в Австрії, опинившись поза межами альпійського вододілу, але з військових причин був призначений до Італії  двома великими казармами: Канторі та Друзо, перша досі належить 6-му Альпійському полку.

## Демографія
Населення за роками:

Станом на 1 січня 2023 року в муніципалітеті офіційно проживало 276 іноземців з 40 країн, серед них 85 громадян країн Євросоюзу та 6 громадян України.
Офіційна мова - італійська, німецька.
Німецькомовне населення - 85,06%
Італомовне населення - 14,64%
Населення, яке користується ладинською мовою, - 0,30%

## Сусідні муніципалітети
- Добб'яко
- Іннервілльгратен
- Сесто
- Сілліан